# Група мінералів
Група мінералів — систематична одиниця в мінералогії, в яку об'єднують мінеральні види подібних хімічного складу і внутрішньої будови (структури).
Групи мінералів є одиницями найнижчого порядку в схемах класифікації мінералів. Поділ мінералів на групи базується на хімічних, структурних і, рідше, на специфічних фізичних властивостях.
Визначення груп не є однорідними. У деяких класифікаціях мінералів критерії, що використовуються для визначення групи, різняться в межах класифікації і навіть більше — від версії до версії тієї ж схеми.
Визначення груп часто не є суворо ієрархічними. На груповому рівні іноді знову об'єднують мінерали, які належать різним сімействам, розділам або навіть класам на вищих рівнях класифікації.
Як правило, в групи об'єднують мінерали:
- з однаковими загальними структурними формулами та структурними типами, що належать до одного класу (наприклад, група кальциту);
- з однаковими загальними структурними формулами та структурними типами, що належать до різних класів (наприклад, група монациту);
- з однаковими загальними структурними формулами та різними структурними типами (група амфіболів), також з різних хімічних класів (група апатитів);
- з подібними загальними структурними формулами та тісно пов'язаними структурними типами (гомеотипні мінерали) (група астрофілітів);
- з певними, структурно обумовленими фізичними властивостями (наприклад, група цеолітів).

## Визначення Міжнародної мінералогічної асоціації (IMA)
Лише в 2009 році «Комісія з нових мінералів, номенклатури та класифікації» (CNMNC) ІМА опублікувала послідовне визначення групи разом зі стандартизованою ієрархічною схемою класифікації:
| Група мінералів складається з двох або більше мінералів з однаковою або по суті однаковою структурою, які складаються з хімічно подібних елементів. |

Отже, структури мінералів у групі належать до структурного типу (ізотип) або, принаймні, узгоджуються за всіма основними топологічними властивостями (гомеотип), такими як оточення катіонів з аніонами та зв'язок координаційних багатогранників та більших збірок. Деякі поліморфи, такі як моноклінний та триклінний польовий шпат, таким чином, належать до однієї групи. Гомологічний ряд, полісоматичний ряд (наприклад, біопіриболи) та інші модульні структури дозволяють подальші структурні зміни і більше не визначають мінеральні групи.
Другою умовою віднесення мінералу до групи є те, що мінерали, що складаються з елементів з різними кристалохімічними властивостями, не належать до групи, навіть якщо вони є ізотипними. Свинцевий блиск, периклаз і галіт віднесені до різних мінеральних груп.

## Визначення Міжнародного центру дифракційних даних (JCPDS)
JCPDS опублікував послідовну класифікацію в 1999 р., яка групує мінерали насамперед на основі подібності їх рентгенівської дифракційної картини і відповідно до їх структури. Група мінералів тут включає лише мінерали одного структурного типу, але без будь-яких обмежень щодо складу. Мінерали, структуру яких можна описати через спотворення групової структури, зараховуються до цієї групи як «споріднені структури». В такому разі свинцевий блиск, периклаз і галіт об'єднуються в одну мінеральну групу. Вони віднесені до різних підгруп на основі їх різних аніонів.